# Parafrenia
Parafrenia (ang. paraphrenia z gr. παρά „poza-, obok” i φρήν „umysł”) – termin wprowadzony do psychiatrii przez Karla Ludwiga Kahlbauma w 1863 roku na określenie chorób psychicznych, charakteryzujących się występowaniem w określonym wieku: w młodości (paraphrenia hebetica s. hebephrenia) lub wieku starczym (paraphrenia senilis). Obecnie zespół parafreniczny jest definiowany jako zespół urojeniowy  z urojeniami o strukturze pośredniej między urojeniami paranoidalnymi a urojeniami paranoicznymi przy względnie zintegrowanej osobowości. Miejsce zespołu parafrenicznego i parafrenii w psychopatologii jest jednak nierozstrzygnięte.
Emil Kraepelin w 8. wydaniu swojego podręcznika psychiatrii z 1913 roku użył terminu "parafrenia" na określenie jednostki chorobowej zbliżonej obrazem klinicznym do schizofrenii, ale odbiegającym od niej przebiegiem; późny wiek wystąpienia objawów nie miał dla Kraepelina znaczenia diagnostycznego. Wyróżnił cztery postacie parafrenii: systematyczną (paraphrenia systematica), fantastyczną (paraohrenia phantastica), z konfabulacjami (niem. confabulierende Form der Paraphrenie) i ekspansywną (niem. expansive Form der Paraphrenie).
Šerko w 1919 opisał tzw. parafrenię inwolucyjną.
Termin późnej parafrenii był później użyty przez Rotha na określenie psychozy występującej w wieku starczym, częściej u kobiet, charakteryzującej się usystematyzowanymi urojeniami (zwykle prześladowczymi) i omamami (słuchowymi, węchowymi).
Obecnie termin parafrenii jest niemal zarzucony. Parafrenia nie jest odrębną kategorią w klasyfikacjach ICD-10 ani DSM-5. W ICD10 kategoria zaburzeń urojeniowych (F22.0) obejmuje parafrenię.
Ravindran i inni psychopatolodzy sugerowali przydatność ponownego zdefiniowania parafrenii jako jednostki nozologicznej zajmującej miejsce między zaburzeniami urojeniowymi a schizofrenią paranoidalną lub jako kategorię zbliżoną do schizofrenii o bardzo późnym początku.